# جوسيبي روس
جوسيبي روس (بالإيطالية: Bepi Ros)‏ هو ملاكم محترف إيطالي سابق صنّف ضمن فئة الوزن الثقيل. سبق أن شارك في دورة الألعاب الأولمبية الصيفية سنة 1964 وحقق الميدالية البرونزية فيها.

## إحصائيات
خاض خلال مسيرته 60 نزالا، فاز في 42 وتعادل في 2 وخسر في 16. فاز بالضربة القاضية في 24 نزالا.

## الميداليات
| الميدالية | المسابقة                       |
| --------- | ------------------------------ |
| برونزية   | الألعاب الأولمبية الصيفية 1964 |

## روابط خارجية
- جوسيبي روس على موقع بوكس ريك (الإنجليزية) (registration required)
- جوسيبي روس على موقع أوليمبيديا (الإنجليزية)
- جوسيبي روس على موقع اللجنة الأولمبية الإيطالية (الإيطالية)